# Kim Ga-young (actriz)
Kim Ga-young (coreano: 김가영 (); Seúl, 2 de diciembre de 1991) es una cantante y actriz surcoreana. Es conocida por haber sido miembro del grupo femenino surcoreano Stellar entre 2011 y 2017. Actualmente también es gerente de su propio café llamado "Hartogela" en Itaewon.

## Carrera

### 2010-2011: "Gugak high-school girl" y pre-debut
Gayoung inicialmente ganó fama como la "Gugak high-school girl" cuando apareció en un especial de 2 Days & 1 Night como espectadora. Más tarde, fue contratada por la agencia Top Class Entertainment (que más tarde pasó a llamarse The Entertainment Pascal). Entró a la agencia con la intención de ser actriz, y debutó como tal en Spy Myung-wol, sin embargo su agencia quería que ella también cantara y bailara y pronto debutó como ídolo como parte del grupo femenino Stellar.

### 2011-2017: Stellar
Stellar debutó inicialmente con un concepto peculiar y lindo, pero como la agencia estaba teniendo problemas financieros debido a múltiples lanzamientos de álbumes fallidos, el grupo luego recurrió a un concepto más provocativo que recibió mucha controversia y reacciones negativas.

### 2017-presente: Continuó actuando, entrevista sobre el contrato sexy y reveló las dificultades como ídolo y Miss Back
En agosto de 2017, no renovó su contrato con su entonces agencia, The Entertainment Pascal, y comenzó a buscar papeles de actuación por su cuenta. En 2018, reveló que abrió un café llamado "Hartogela" en Itaewon, y lo dirige mientras continúa persiguiendo su sueño de ser actriz.

## Discografía

### Sencillos
| Título                                                                                        | Año  | Posiciones máximas en los gráficos | Álbum            |
| Título                                                                                        | Año  | COR                                | Álbum            |
| --------------------------------------------------------------------------------------------- | ---- | ---------------------------------- | ---------------- |
| "Winter Fantasy" con Raina, Sera, Dalsooobin, Soyul (Crayon Pop), Nada & Jung Yujin (The Ark) | 2020 | —                                  | Miss Back Part.5 |
| "Double Fantasy" con Hong Dae Kwang                                                           | 2021 | —                                  | Miss Back Part.8 |
| "Finale" con Raina, Dalsooobin, Sera, Soyul (Crayon Pop), Nada & Jung Yujin (The Ark)         | 2021 | —                                  | Miss Back Part.9 |
| "We Are The One" con Raina, Dalsooobin, Sera, Soyul (Crayon Pop), Nada & Jung Yujin (The Ark) | 2021 | —                                  | Miss Back Part.9 |
| "—" indica los lanzamientos que no entraron en las listas.                                    |      |                                    |                  |

## Filmografía

### Películas
| Año  | Título                           | Papel       | Nota(s)                    | Ref.   |
| ---- | -------------------------------- | ----------- | -------------------------- | ------ |
| 2016 | The Colorbus                     | Chae Hwa    | Cortometraje universitario | [ 10 ] |
| 2017 | Witch                            | Ji Young    | Cortometraje               | [ 11 ] |
| 2017 | Ancestors of Pilgrims            | Asesina 501 | Película web interactiva   | [ 12 ] |
| 2018 | Strangely Scary Wind Blowing Day | Yeon-mi     | Cortometraje               | [ 13 ] |

### Series de televisión
| Año  | Título                    | Papel                           | Ref. |
| ---- | ------------------------- | ------------------------------- | ---- |
| 2011 | Spy Myung-wol             | Joo Kyoung-joo                  |      |
| 2014 | Dr. Frost                 | Darae                           |      |
| 2015 | The Superman Age          | Cameo                           |      |
| 2015 | Who Are You: School 2015  | Cameo                           |      |
| 2017 | Blue Up, White Down       | Jin-ah                          |      |
| 2017 | Traces of the Hand        | Chica en una compañia de moda   |      |
| 2017 | Girls' War                | Tae-hee                         |      |
| 2017 | Calm Down Cheongdong      | Gayoung                         |      |
| 2018 | Joseon's Beauty Pageant   | Candidata de Belleza #1 Gayoung |      |
| 2018 | Yeonnam-dong 539          | Soo-yon                         |      |
| 2018 | Love is Actually with You | Ga-eul                          |      |
| 2018 | Quiz of God: Reboot       | Reportera                       |      |
| 2019 | The Tale of Nokdu         | Gook-hwa                        |      |

## Premios y nominaciones
| Ceremonia de entrega de premios | Año  | Categoría               | Candidato / Trabajo  | Resultado | Ref.   |
| ------------------------------- | ---- | ----------------------- | -------------------- | --------- | ------ |
| Seoul Webfest Awards            | 2017 | Mejor comedia dramática | Blue Up, White Down  | Nominada  | [ 14 ] |
| Seoul Webfest Awards            | 2017 | Mejor conjunto          | Blue Up, White Down  | Nominada  | [ 14 ] |
| Seoul Webfest Awards            | 2017 | Mejor Actriz de Reparto | Blue Up, White Down  | Nominada  | [ 14 ] |
| Seoul Webfest Awards            | 2018 | Mejor Actriz de Reparto | Calm Down Cheon-dong | Nominada  | [ 15 ] |